# 格拉芬巴赫-圣瓦伦丁
格拉芬巴赫-圣瓦伦丁是奥地利下奥地利州诺因基兴县的一个市镇。总面积13.9平方公里，总人口2324人，人口密度167.2人/平方公里（2005年）。